# SV Contienen Königsberg
Der SV Contienen Königsberg war ein kurzlebiger Sportverein im Deutschen Reich mit Sitz in der heute russischen Stadt Kaliningrad.

## Geschichte
Zur Saison 1940/41 stieg der Verein in die 1. Klasse Ostpreußen auf. Zu dieser Zeit noch unter dem Namen WKG der BSG Ferdinand Schichau GmbH Königsberg. Am Ende der Saison belegte die Mannschaft mit 7:13 Punkten den fünften Platz des Bezirks 1 Königsberg. Nach der nächsten Saison konnte dann mit 12:10 Punkten sogar der dritte Platz erlangt werden. Zur Saison 1942/43 änderte der Verein dann seinen Namen in SV Contienen Königsberg. Am Ende dieser Saison wiederum platzierte sich die Mannschaft mit 17:7 Punkten auf dem zweiten Platz. Am Ende der Saison 1943/44 konnte sich das Team dann über den ersten Platz der Staffel B für das Finale der 1. Klasse qualifizieren. Dort unterlag die Mannschaft jedoch dem RSV Heiligenbeil mit 6:4. Zur Saison 1944/45 wurden alle Vereine, die noch am Spielbetrieb teilnehmen konnten, in die Gauliga Ostpreußen eingeteilt. Nach drei Spieltagen war für die Mannschaft aufgrund des fortschreiten des Zweiten Weltkriegs aber der Spielbetrieb schon wieder zu Ende. Zu diesem Zeitpunkt stand die Mannschaft mit 5:5 Punkten auf dem zweiten Platz. Nach der Annektierung von Ostpreußen durch die Sowjetunion wurde der Verein zwangsweise aufgelöst.